# Táticas de choque

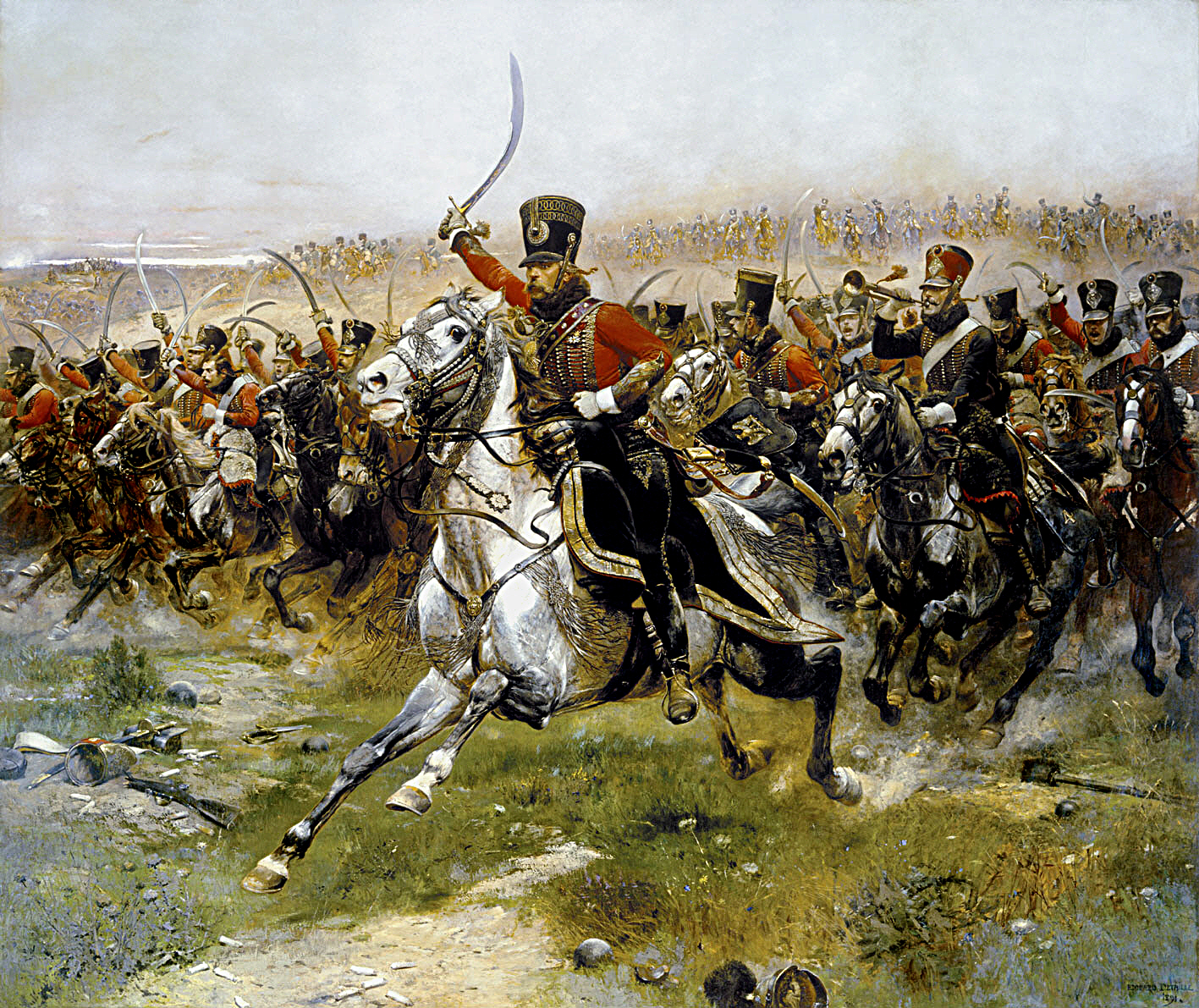
Ataque do 4º Regimento de Hussardos francês na Batalha de Friedland, 14 de junho de 1807.

Tática de choque ou ataque de choque é o nome de uma manobra ofensiva que tenta colocar o inimigo sob pressão psicológica por meio de um avanço rápido e totalmente comprometido com o objetivo de fazer com que seus combatentes recuem. A aceitação de um maior grau de risco para alcançar um resultado decisivo é intrínseca às ações de choque.

## Pré-moderno
As táticas de choque eram geralmente executadas pela cavalaria pesada, mas às vezes eram realizadas pela infantaria pesada. A tática de choque mais famosa é a carga de cavalaria medieval. Este ataque de choque foi conduzido por cavalaria fortemente blindada e armada com lanças, galopando a toda velocidade contra uma infantariaou formações de cavalaria inimigas. O primeiro instrumento móvel para a tática de choque foi a biga.

## Modernidade
Após a introdução das armas de fogo, o uso da carga de cavalaria como tática militar comum diminuiu. A ação de choque da infantaria exigia segurar o fogo até que o inimigo estivesse muito próximo e era usada tanto na defesa quanto no ataque. A tática favorita do duque de Wellington era a infantaria disparar uma saraivada e depois gritar e atacar. O crescente poder de fogo das metralhadoras, morteiros e artilharia tornou esta tática cada vez mais perigosa. A Primeira Guerra Mundial viu o ataque da infantaria no seu pior momento, quando massas de soldados realizaram ataques frontais, e muitas vezes desastrosos, contra posições inimigas entrincheiradas.
As táticas de choque começaram a ser viáveis novamente com a invenção de tanques e aviões. Durante a Segunda Guerra Mundial, os alemães adaptaram as táticas de choque à guerra mecanizada moderna, conhecida como blitzkrieg, que obteve conquistas consideráveis durante a guerra e foi posteriormente adotada pela maioria dos exércitos modernos.
A táctica de choque e pavor dos Estados Unidos durante a Segunda Guerra do Golfo foi uma táctica de choque baseada na esmagadora superioridade militar em terra e no domínio incontestado na guerra naval e aérea.

## Exemplos famosos
- A carga da cavalaria polonesa (12 de setembro de 1683) na Batalha de Viena na Grande Guerra Turca.
- A Carga da Brigada Ligeira (25 de outubro de 1854) na Batalha de Balaclava na Guerra da Crimeia.
- A Carga de Pickett (3 de julho de 1863) na Batalha de Gettysburg na Guerra Civil Americana.
- A carga do 21º Regimento de Lanceiros (2 de setembro de 1898) na Batalha de Omdurman na Guerra Mahdista: a última carga de cavalaria em batalha por uma unidade de cavalaria britânica.
- A Batalha de Beersheba (31 de outubro de 1917) na Primeira Guerra Mundial: uma das últimas cargas de cavalaria britânica bem-sucedidas na história.
- A Carga em Krojanty (1º de setembro de 1939) na Segunda Guerra Mundial: uma carga de cavalaria que deu origem ao mito da cavalaria polonesa atacando veículos blindados alemães.

## Unidades de choque

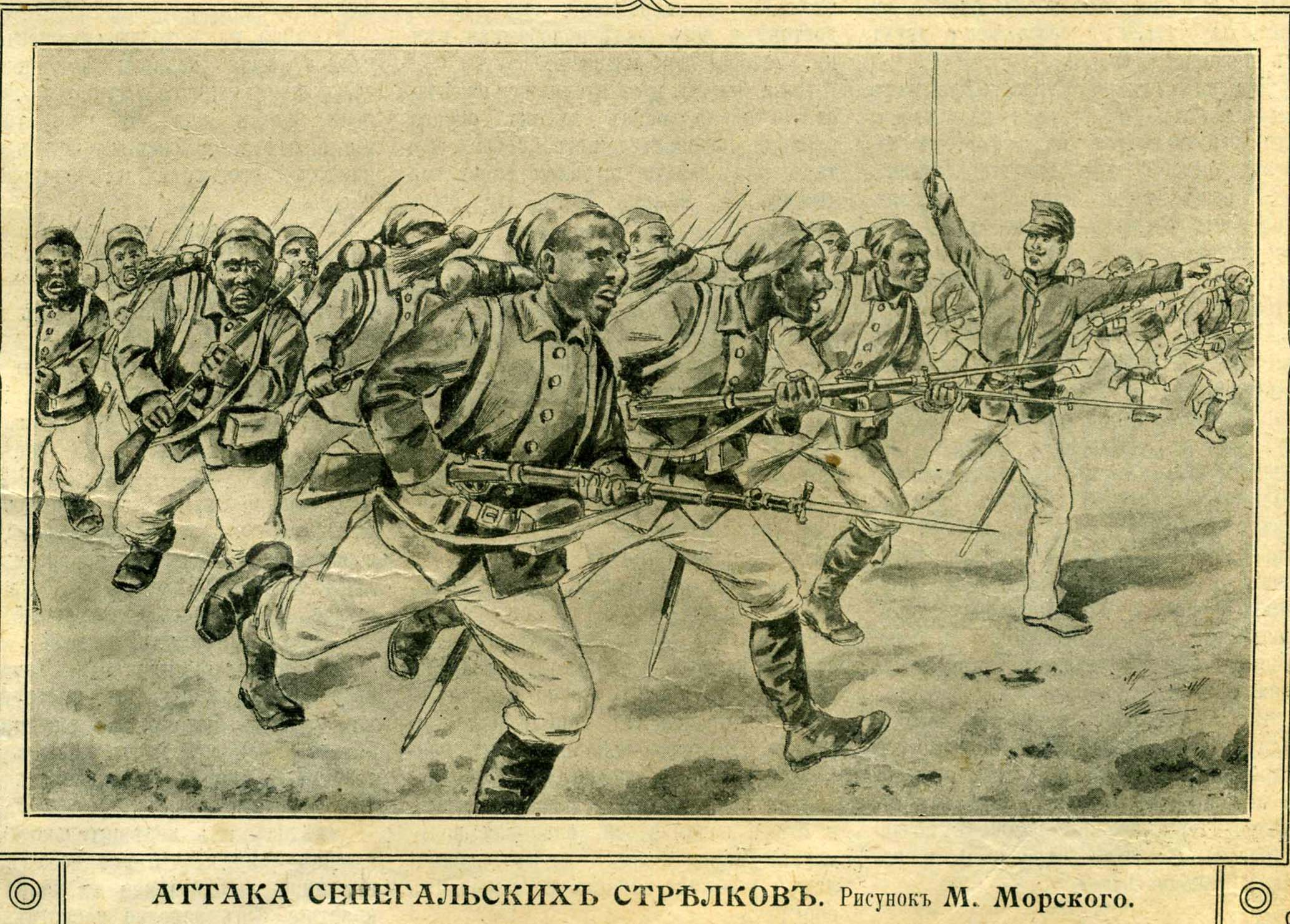
Ilustração de uma carga de baioneta de tirailleurs senegaleses em 1914.

### Infantaria
- Falange
- Hoplitas
- Carolianos

### Cavalaria
- Hetairoi
- Catafratas
- Clibanarii
- Hussardos poloneses
- Carabineiros
- Couraceiros
- Lanceiros
- Cavaleiros
- Gendarme (histórico)

### Industrial
- Carro de combate
- Aeronave militar